# Terremoto de Lampa de 2019
El terremoto de Lampa de 2019 fue un movimiento telúrico de magnitud 5 que ocurrió el 6 de enero de 2019 a las 6:06  (hora de Perú UTC-5) con epicentro localizado en Ocuviri, frente a la provincia de Lampa a 13 km de la localidad de Ocuviri, en el departamento de Puno.

## Desarrollo
El sismo se caracterizó por tener varias réplicas, hasta el 7 de enero, al principio se registró a cinco familias afectadas, a una profundidad de 18 km y fue calificado de moderado por el Instituto Geofísico del Perú. La turbulencia alcanzó a pobladores amerindios de la provincia de Melgar.
Pasada las réplicas, se registró que fueron 19 familias afectadas en todo Lampa, un centro educativo público y tres locales comunales.

## Consecuencias
El terremoto provocó un temor en poblaciones rurales de la provincia de Lampa, lo que dio inicio a una migración hacia la ciudad de Juliaca.